# リユニオン (広告)

インド・パキスタン分離独立時の難民の移動

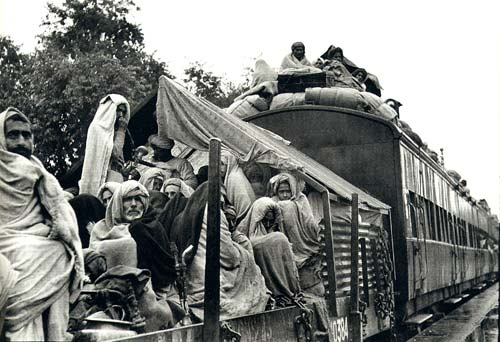
分離独立による難民、1947年

『リユニオン』(Reunion)は、2013年にGoogleインド支社により企画されたGoogle検索の3分半の広告動画。インド・パキスタン分離独立により60年離れ離れになった親友の架空の再会を描いた。本作は公開から2日で160万回以上再生され、印パ両国で渡航制限の緩和に関する議論を呼んだ。
製作はオグルヴィ・アンド・メイザーのインド支社、監督はアミット・シャルマ、脚本はスケシュ・クマール・ナヤック。
タイトルの『リユニオン』(Reunion)は、再会、再結合、同窓会などを意味する語。

## 背景
本作は、1947年のインド・パキスタン分離独立により生き別れた2人、インドのデリーに住むヒンドゥー教徒の老人と、パキスタンのラホールに住むムスリムの老人の66年越しの再開を描く。分離独立はインド独立運動における最大の悲劇とされる繊細なテーマであり、本作では分離独立が友人や家族を引き裂いた経緯に触れる。分離独立以来、インド・パキスタン関係は対立的であり、両国民の相互の渡航は極めて難しい状況が続いている。

### インド・パキスタン分離独立
1947年、イギリスの統治者はインドから撤退する前に、ヒンドゥー教徒とイスラム教徒のコミュニティ間の高まる緊張を食い止めるために、主に宗教に基づいてインドをパキスタン自治領（後のパキスタン・イスラム共和国およびバングラデシュ人民共和国）とインド連邦（後のインド共和国）に分割した。しかし、分割は両国に壊滅的な打撃を与えた。人々は大量に国境を越えた移住を余儀なくされ、暴動や暴力行為は人々の心に深い傷を残した。分割直後、推定100万人のヒンドゥー教徒、イスラム教徒、シク教徒が暴動で殺され、1200万人が故郷を追われた。

### 渡航制限
分割はパキスタンとインド間の激しい対立の根源のひとつであり、今日まで分割によって残った傷は癒えておらず、戦争、国境紛争、軍事的対立、係争地カシミールをめぐる継続的な紛争により、二国間の関係はしばしば緊張している。分割は友人や家族を引き裂き、その多くはお互いを見つけたり、再会したりすることができていない。両国は関係改善に努めてきたが今日でも両国の関係は脆弱であり、厳格なビザ手続きのためインド国民とパキスタン国民が国境を越えて渡航することは非常に困難である。それでも、国境の両側の人々は、相手国の過去や、連絡が取れなくなった友人や家族に対する懐かしい思い出を抱いている。

## あらすじ

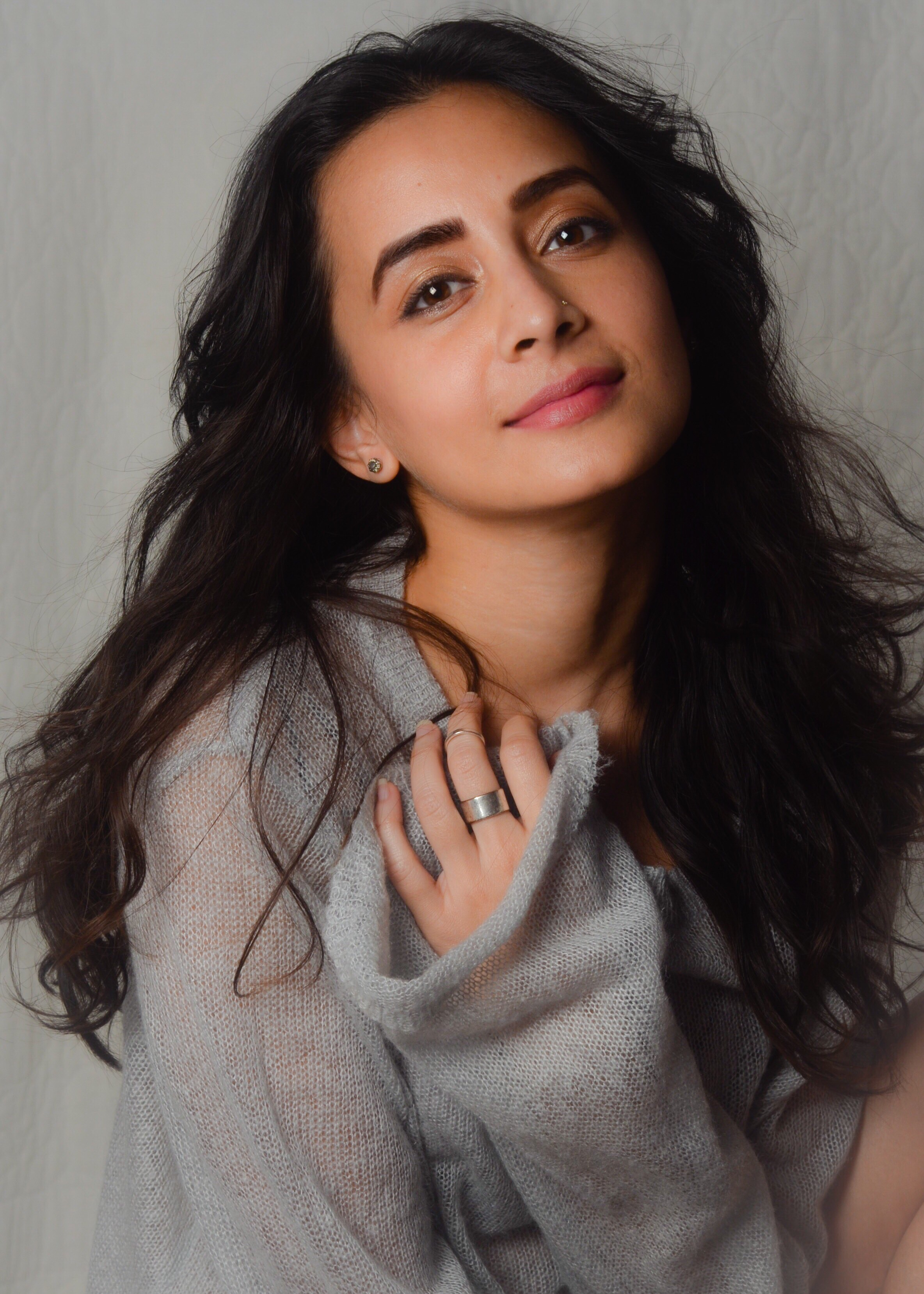
孫娘スマーン役　オーリットラ・ゴーシュ

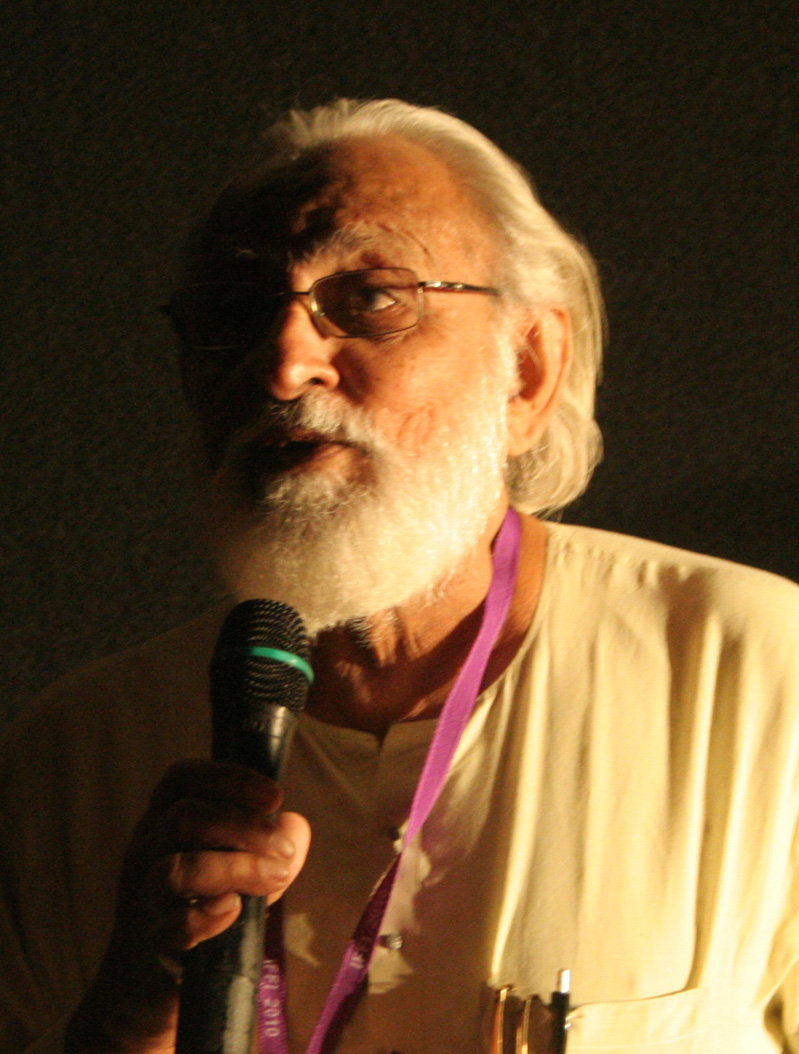
ユスフ役　M・S・サティユ

ある日、バルデヴは孫娘のスマーンに、2人の子供が写った古い日付入りの写真を見せる。1947年のインド分割以前にラホールで暮らしていた頃の自分と親友のユスフだと言う。バルデヴの家の前には石造りの「古代の門」がある公園があり、毎晩、バルデヴとユスフはそこで凧揚げをし、ユスフの父親が経営するお菓子屋にある「ジャジャリヤ」をつまみ食いしていたと話す。
スマーンはその後、祖父の話を頼りにラホールの「古代の門」がある地域をGoogleで検索し、オートコンプリート機能を利用してその門が「モチゲート(英：mochi gate)」であるとあたりを付ける。また、GoogleのWeb定義を通じて「ジャジャリヤ(英：Jhajariya)」が揚げ菓子の名前であること、Google Places of Businessを使ってモチゲート付近で最も古い菓子店がファザールスイーツであることも調べ、ファザールスイーツのGoogle+のページを通じて知った店の電話番号に電話を掛ける。
ファザールスイーツで電話を受けたアリは、祖父のユスフに電話をつなぐ。スマーンは「ジャジャリヤ」をつまみ食いしていなかったかと問い、バルデヴの孫娘であることを明らかにする。スマーンはアリと協力して、バルデヴの誕生日にユスフがサプライズで訪れる計画を立てる。アリはGoogle検索でインドのビザ要件を調べ、ビザを手配する。
デリーのインド門近くの公園で、バルデヴはにスマーンにインド・パキスタン分離独立が二つの国だけでなく、友人や家族をも引き裂いたことを目に涙を浮かべながら話す。分離独立が始まると、ヒンドゥー教徒であるバルデヴと彼の家族は一晩でインドに向かわなければならず、親友のユスフはパキスタンに残った。しかし、それから何十年も経った今でも、バルデヴはユスフを思い、懐かしさを口にする。
ユスフのデリー訪問に同行するアリは旅支度を行い、Googleの天気予報で雨予報を見て傘を荷物に含める。タクシーで空港へ2人を迎えに行くスマーンは、Googleのフライト検索で遅れを知り、運転手を急かす。
デリーのバルデヴ宅の玄関でユスフは呼び鈴を鳴らす。バルデヴは見慣れぬ訪問者に誰かと問いかけると、ユスフは誕生日のお祝いを告げる。バルデヴは目の前の人物がユスフと気付き、ユスフを抱きしめて感涙する。物語はバルデヴとユスフの両者がモンスーンの雨に濡れるシーンで終わる。

## キャスト
キャストの出典は。
- ユスフ　演：M・S・サティユ　サティユは著名な映画監督、舞台デザイナー、アートディレクター。
- バルデヴ・メーラ　演：ヴィシュワ・モハン・バドラ　バドラはボリウッドとテレビ業界で著名なベテラン俳優。
- スマーン　演：オーリットラ・ゴーシュ　ゴーシュは16歳で舞台芸術を始めたムンバイを拠点とする女優。
- アリ　演：サイード・シャバハト・アリ　アリは複数のテレビシリーズ、いくつかの広告の出演歴を持つ俳優。

## スタッフ
スタッフの出典は。
- 監督：アミット・シャルマ　インドの広告分野で最も著名な監督の一人。ムンバイで制作会社クロムピクチャーを経営する。

- 歌手：ピユーシュ・ミシュラ　インドの映画・演劇俳優、音楽監督、作詞家、歌手、脚本家。

- 作曲：クリントン・セレジョ　ムンバイの広告および映画業界で活動するプロのミュージシャン。

- 作詞：ニーレシュ・ジェイン　公務員教育者、ジャーナリスト、作家、詩人、作詞家、脚本家、セリフ作家。

## 制作

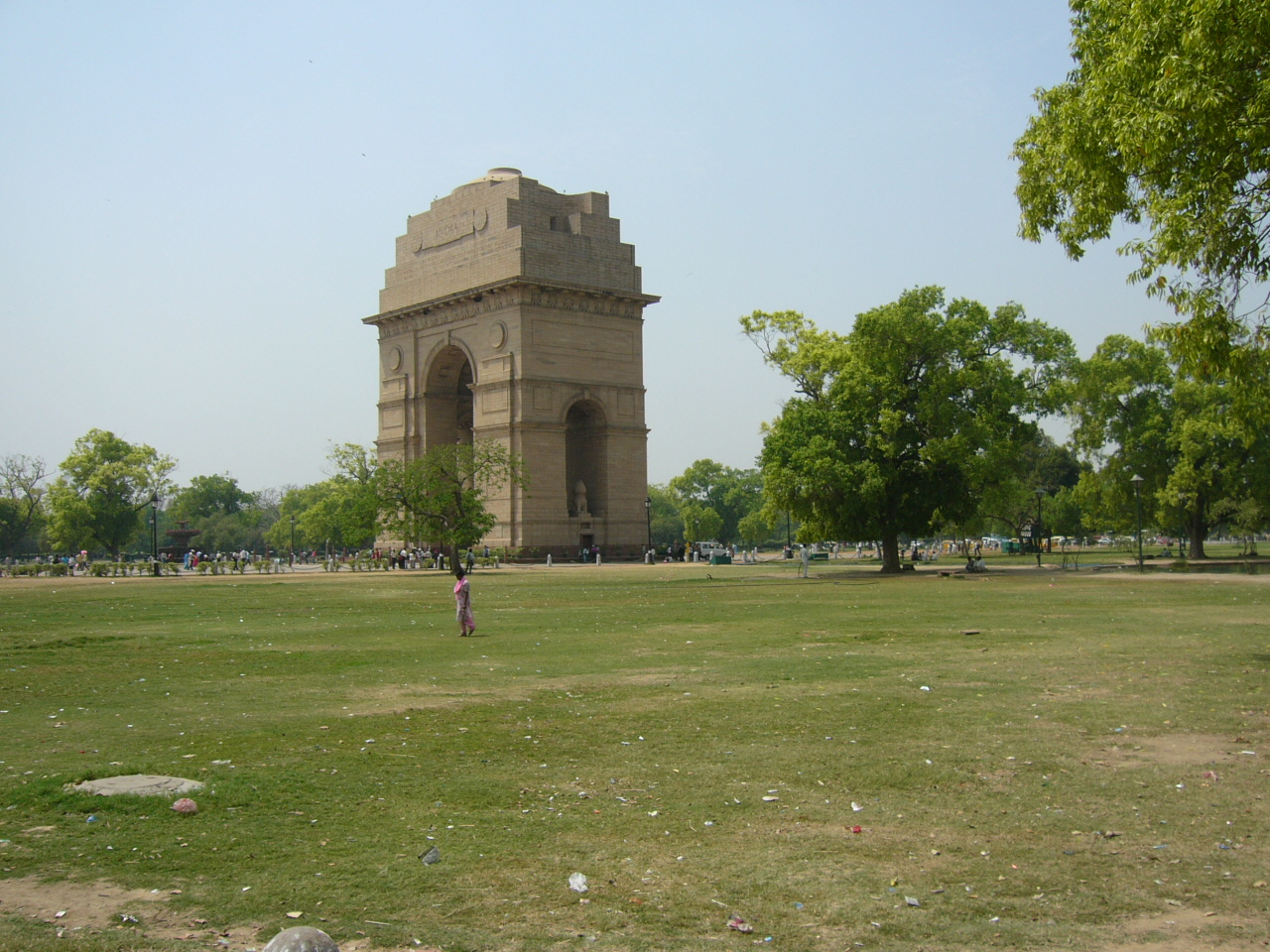
ロケ地の一つ、デリーのインド門

2013年度時点ではGoogleのインドでの事業は比較的小規模だが急成長しており、収益は208億ルピー（3億3200万ドル）であった。Googleは長い間インド人のデフォルトの検索エンジンであり、同社のAndroid (オペレーティングシステム)により、その影響力は拡大を続けていた。
本作はGoogleインド支社によりGoogleの各種サービスの広告として、世界的広告代理店、オグルヴィ・アンド・メイザーのインド支社によりプロデュースされた。

### 動画の制作
オグルヴィ・インディア・チームの責任者であるアビジット・アバスティは、インド・パキスタン分離独立はセンシティブな主題であるが、分離独立がインド人とパキスタン人の間に強い感情を呼び起こすという事実こそが、このアイデアが選ばれた理由のひとつだと語った。「これはデリケートな話題であり、苦い思い出のある歴史の一部なのです。しかし、その記憶は過去のものであり、失われた人々とのつながりを復活させる方法があることを人々に伝えるというのが、今回のポイントなのです」。
オグルヴィ・ムンバイのグループ・クリエイティブ・ディレクターのスケシュ・クマール・ナヤックによると、Googleはブリーフの中で、「検索エンジンが実生活でどれほど有意義なものかを見てほしい」と述べていた。ナヤックはまた、「実生活とGoogleの結びつきを、魔法のようなものにしたかった」と述べた。『リユニオン』は、コンノート・プレイスの伝統的な集合住宅、赤い城、インド門、パキスタンのラホールの小さなシーンなど、デリーのさまざまな場所で撮影された。歌手のクリントン・セレホがスポットの音楽を担当した。
本作は、2人の旧友が再会する様子を描いた5つの広告シリーズの第1弾である。この広告は友人の再会だけでなく、さまざまなGoogle検索機能の融合もテーマとする。残りの4作ではバルデヴとユスフがデリーの滞在中に旧交を温める様子が描かれる。『リユニオン』以外の4作では焦点は感情的な側面からGoogleの検索機能へと移り、『アナーカリー』はGoogleショッピングを、『フェンネル』はGoogle翻訳を、『シュガーフリー』はレシピビューを、『クリケット』はスポーツのスコア検索を強調する。

## 公開と反響
本作は2013年11月13日にYouTubeで公開された。
GoogleはGoogle+の投稿で次のようにこの広告を紹介した。「Google検索は、あなたが探しているものを何であっても見つけるお手伝いをします。私たちは、人間の情熱と希望がいかに時間と国境を乗り越えることができるかを示す短いビデオで、このアイデアに命を吹き込みました。このストーリーでは、インドに住む女性が、インド分割以来60年間離れ離れになっていた祖父と幼なじみ（現在はパキスタン在住）を、Googleの助けを借りて再会させます。私たちは、これが多くの再会の物語の反映であることを願っています。」
この動画はバイラル・ビデオとなり、公開から２日後の2013年11月15日に正式にテレビ放映されるまでに160万回以上視聴された。

### メディアの反応
- マレーシア最大の英字紙、ザ・スターは次のように指摘した。「リユニオンはオンライン上で大流行し、より緊密な人と人とのつながりを求める両国の要望を反映している。インターネット・ユーザーは、この広告がいかに涙を誘い、両隣国間の関係改善への希望を新たにさせたかについて、ソーシャル・ネットワーキング・サイトに何千ものコメントを残している[13]」

- アメリカの大手紙、ワシントン・ポストの記事は、「あなたが南アジア出身、または南アジア出身の家族がいる、あるいは単に南アジアにゆかりのある人とFacebookで友達になっているなら、この動画がアップされてから48時間以内にソーシャルメディアに投稿されたのをすでに目にしているでしょう。未見の方のために説明すると、これはGoogleの広告で、約3分半のものですが、見る価値は十分にあります。これは世界最大の市場の1つでGoogleサービスを使用するよう人々に促すための広告であり、その意味では少し甘ったるいかもしれません。しかし少し立ち止まり、この動画がすでに180万回も視聴されるほど強力な理由を考えて下さい」と書いた[14]。

- インド最大手の英字週刊誌インディア・トゥデイは、「『リユニオン』と題された新しいGoogleの広告は、分割の熱狂的な日々の間に引き離された人々の肌の下に眠っている生々しい神経に触れている。(中略)これは単なる広告かもしれないが、パキスタンとインドの両方で、この感情的な広告に共感できる人はたくさんいるだろう」と述べている[15]。

- カナダ最大の全国紙、グローブ・アンド・メールは、「1947年にインドとパキスタンが建国されてから60年ぶりに再会した2人の旧友の物語を描いたGoogleの新しい広告は、2日間でYouTubeの再生回数が100万回近くに達し、多くの南アジア人の心を深く揺さぶった」と述べている[16]。

- アメリカのニュース雑誌タイムは、両国政府間の緊張にも関わらず本作がバイラル・ビデオとなったことについて、インド人とパキスタン人の個人的な繋がりの深さを示すものとした[17]。
- インドに本社を置くヒンディー語の右派メディア、ジーニュースは、「『リユニオン』はインドだけでなくパキスタンの視聴者の感情的な琴線に触れた」「この心温まる広告は、きっとあなたを圧倒するだろう」と書いた[18]。
- アメリカ英語による国際ニュースメディア、クオーツのインド人ライターは自身の家族の分離独立の経験を踏まえて、「Googleのインド支社は、私のような家族の物語を持つインド人とパキスタン人の心に深く響く、涙を誘う広告を制作した。オグルヴィが制作したこの広告は、インドとパキスタンの歴史的な敵対関係を当然のこととして受け止めることを拒否することで、特に感情的な琴線に触れた」と評した[8]。

### 渡航制限に関する議論

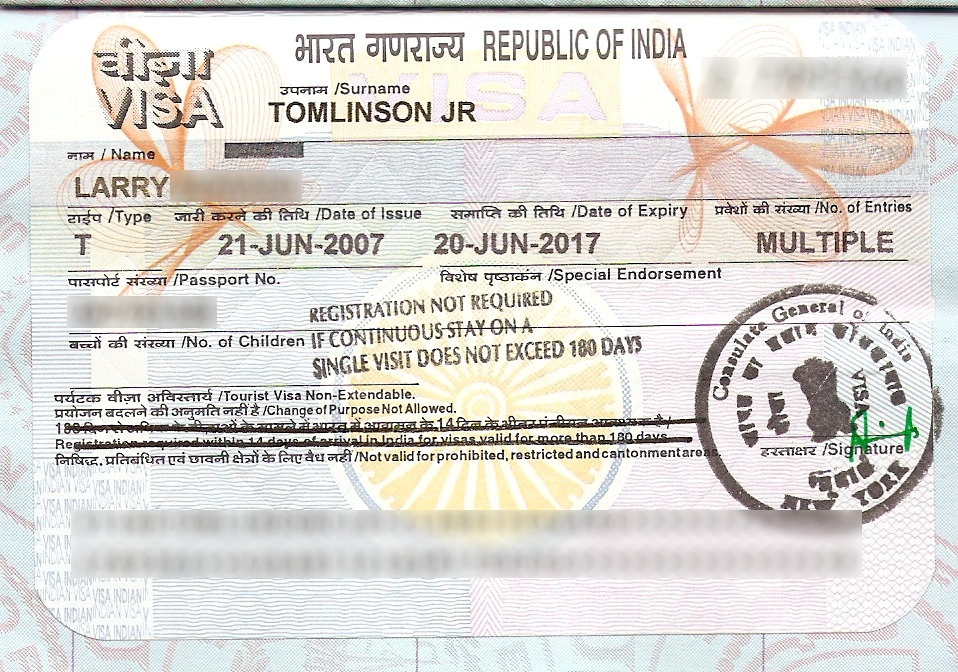
(参考)インドのビザ

劇中ではユスフはビザを取得してデリーを訪れていたが、実際には突然の訪問のために簡単にビザを取得するのは不可能であり、劇中のような再会は非現実的である。本作は印パ両国で渡航制限の緩和に関する議論を呼んだ。
- アメリカに拠点を置く公共ラジオ、ザ・ワールドのインド在住の記者は、動画のように誰かの誕生日にサプライズ訪問するのには絶対に間に合わない、と指摘したうえで、「新しいGoogle広告は非現実的かもしれませんが、少なくとも私たちが目指すべきもののビジョンを生み出している。これから先、インド人とパキスタン人が国境を越えてもっと自由に旅行できるようになり、長い間会っていなかった友人と再会したり、新しい友情を築いたりできるようになることを願っています」と希望を綴った[5]。

- パキスタンを拠点とする日刊英字新聞エクスプレス・トリビューンは、双方の国民によるビザ申請が実際にはきわめて困難であり、渡航制限が非人道的であることに加え、両国の経済発展の妨げになっていることを訴えた。同紙は印パ両国の15億人近い市場を考えれば逃したチャンスの大きさが分かると主張し、「両国の市民社会と政府がこの点で弱音を吐かず、インドとパキスタンの政治政策と関係に待望の変化をもたらすことを願うばかりだ」と結んだ[19]。